# Ljubim te pesmama
Ljubim te pesmama (Te beso con canciones) es una canción de Extra Nena que la utilizó para representar a Yugoslavia en el Festival de la Eurovisión en Malmö en 1992, quedando en el puesto 13 en un campo de 23, con 44 puntos. Esta fue la última participación de Yugoslavia en la Eurovisión, y por tanto, la última canción.
El conductor anfitrión sueco Anders Berglund dirigió la canción; también tocó el acordeón durante la canción porque no había ningún acordeonista en la orquesta.
La canción fue lanzada como única en Europa tanto en su idioma serbio como en inglés como "I kissing you with songs"; así como en francés como "Je t'embrasse avec des chansons" y en italiano como "Ti bacio con le canzoni".